# Sásztra
A sásztra (शास्त्र) szanszkrit szó, amely értekezést, szöveget jelent egy adott területen.
Az indiai irodalomban használt szó, amely a szútrával áll rokonságban, de közérthetőbbek annál, nemcsak a bráhmanok használatára valók, hanem hogy a hívők szélesebb tömegei is okulhassanak belőlük. A legkülönfélébb ismeretek gyakorlati és világi célra szolgáló tankönyvei, amolyan traktátus-félék. Túlnyomórészt a védikus irodalom után, vagyis Kr. e. 500-nál később keletkeztek.
Sásztrákban dolgozták fel a törvény, jog, vallási és világi kötelességek, szokások, bölcseleti rendszerek stb. tanait, de idetartoznak a közhasznú tudományos művek is, például az orvostudomány, csillagászat, matematika, nyelvtan, zene, politika stb. tankönyvei. A tanok alapjául szolgáló, ősi eredetűnek tartott velős mondások, sűrített tartalmú aforizmák a Szútra-irodalomhoz tartoznak, de a szútrák részletes, közérthető fejtegetései, magyarázatai, kommentárjai már a Sásztra-irodalomhoz tartoznak. Így például a bölcseleti rendszereknek is megvannak a maguk ilyen tankönyvei, ezek közt a legfontosabbak a Szánkhja, a Jóga- és Védanta-Sásztrák. Nagy jelentőségűek az Ájurvéda-Sásztrák, vagyis a régi orvostudományi munkák, a Vasztu-sásztra térrendezési értekezései, s igen értékes művelődéstörténeti dokumentum az Artha-Sásztra. A szútrák kapcsán említett Kámaszútra is voltaképpen a Sásztra-irodalomhoz tartozik. Úgyszólván minden ismeretkörnek megvolt a maga sásztrája.

## Fordítás
- Ez a szócikk részben vagy egészben  a   Shastra című angol Wikipédia-szócikk fordításán alapul.  Az eredeti cikk szerkesztőit annak laptörténete sorolja fel. Ez a jelzés csupán a megfogalmazás eredetét és a szerzői jogokat jelzi, nem szolgál a cikkben szereplő információk forrásmegjelöléseként.